# Sacrifice (singel Eltona Johna)
„Sacrifice” – utwór angielskiego piosenkarza Eltona Johna, wydany w 1989 roku.

## Ogólne informacje
Był to drugi singiel z płyty Sleeping with the Past. Tekst napisał sam artysta wraz z Berniem Taupinem. Inspiracją do stworzenia utworu była piosenka soulowej artystki Arethy Franklin „Do Right Woman, Do Right Man” z 1967 roku oraz twórczość Percy’ego Sledge’a. Współtwórca tekstu, który jest też wieloletnim współpracownikiem artysty, pozytywnie wypowiedział się o utworze: „Myślę, że Sacrifice jest jedną z najlepszych piosenek, jakie napisano. Nie jest to typowa piosenka o miłości, ale raczej piosenka o rozpadzie małżeństwa, gdzie brak relacji brzmi „no sacrifice”. Sam utwór jest ulubionym Johna i Taupina i porównywany jest do jego przeboju „Your Song”.
Na stronie B zamieszczono piosenkę „Love Is a Cannibal”, którą wydano na ścieżce dźwiękowej filmu Pogromcy duchów II. „Healing Hands” został wydany na stronie B brytyjskiego singla, choć jest to pierwszy amerykański singel promujący płytę.

## Odbiór
Początkowo utwór nie odniósł dużego sukcesu. W Wielkiej Brytanii zajął 55. pozycję, a w Ameryce 18, jednak w połowie 1990 roku Steve Wright, amerykański DJ zaczął puszczać piosenkę w BBC Radio 1, co podobnie zrobili inni. W maju singiel wydano ponownie i wtedy osiągnął ogromny sukces. W Wielkiej Brytanii, był pierwszym w karierze Eltona, który zajął tam pierwsze miejsce, spędzając na liście UK Singles Chart pięć tygodni. We Francji także zajął pierwszą pozycję, i spędził na liście 26 tygodni.
Mimo dużego sukcesu singla, Elton John nie wyruszył w trasę koncertową po Europie. Występował tylko w Stanach i Australii. Wyjątek stanowił jeden koncert w parku w Knebworth 30 czerwca 1990. Podczas występów w latach 1989-90, John wykonywał piosenkę na Rolandzie RD-1000.
Piosenka była kilkakrotnie coverowana. Swoje wersję nagrali m.in. Sinéad O’Connor, zespoły Gregorian i Karmina oraz Richard Clayderman.

## Teledysk
Klip został nagrany w Los Angeles przez Aleka Keshishiana. Wideo jest krótsze od singla. Wcześniej artysta odrzucił pierwszą wersję Kena Russella.

## Lista utworów i formaty singla
Wydanie pierwsze (październik 1989)
12” single – Wielka Brytania
1. „Sacrifice” – 5:07
2. „Love Is a Cannibal” (From the Columbia Motion Picture Ghostbusters II) – 3:53

CD single – Stany Zjednoczone
1. „Sacrifice” – 5:07
2. „Love Is a Cannibal” (from the Columbia Motion Picture Ghostbusters II) – 3:53
3. „Durban Deep"

Wydanie drugie (maj 1990)
Brytyjski singiel
1. „Sacrifice” – 5:07
2. „Healing Hands” – 4:22

## Notowania na listach przebojów
| Notowanie (1989)                             | Pozycja |
| -------------------------------------------- | ------- |
| UK Singles Chart                             | 55      |
| U.S. Billboard Hot Adult Contemporary Tracks | 3       |
| Notowanie (1990)                             | Pozycja |
| Australian ARIA Singles Chart                | 7       |
| Dutch Mega Top 100                           | 3       |
| Eurochart Hot 100                            | 1       |
| French SNEP Singles Chart                    | 1       |
| German Singles Chart                         | 36      |
| Irish Singles Chart                          | 2       |
| New Zealand RIANZ Singles Chart              | 7       |
| Norwegian Singles Chart                      | 2       |
| Swiss Singles Chart                          | 23      |
| UK Singles Chart                             | 1       |
| U.S. Billboard Hot 100                       | 18      |
| Zimbabwe Singles Chart                       | 6       |

| Notowanie końcoworoczne (1990) | Pozycja |
| ------------------------------ | ------- |
| Australian Singles Chart       | 47      |
| Dutch Top 40                   | 11      |
| UK Singles Charts              | 3       |

### Certyfikaty i sprzedaż
| Kraj            | Certyfikat | Rok wydania     | Certyfikat sprzedaży | Fizyczna sprzedaż |
| --------------- | ---------- | --------------- | -------------------- | ----------------- |
| Francja         | Srebro     | 1990            | 200,000              | 380,000           |
| Wielka Brytania | Platyna    | 1 września 1990 | 600,000              |                   |